# Mänsklig migration

Nettomigrationen i världens länder.
Positiv migration (positiv inflyttning)
Negativ migration (positiv utflyttning)
Stabil befolkningsnivå
Ingen data

Migration innebär en förflyttning av människor från en plats till en annan, med syftet att permanent bosätta sig på den nya platsen. Begreppet kan delas upp i invandring (immigration) respektive utvandring (emigration). Begreppet är brett och kan omfatta olika skalor. Bland annat inryms intern migration, migration inom ett land, men vanligen åsyftas migration mellan länder och över längre sträckor. Migration kan genomföras av enskilda individer eller av stora grupper av människor, såsom i folkförflyttningar (exempelvis folkvandringstiden i Europa på järnåldern eller emigrationen från Sverige till Nordamerika på 1800-talet). Migration omfattar även frivilliga förflyttningar, liksom ofrivilliga tvångsförflyttningar. Några exempel på vanliga typer av internationell migration är: flykt och arbetsmigration.

## Teorier om migration
Det finns ett antal olika teorier som försöker förklara vad som orsakar migration, men med olika utgångspunkter. Framförallt varierar teorierna utifrån vilken nivå (från individ till internationell) de utgår från, och därför behöver de inte utesluta varandra.

### Neoklassisk ekonomi och makroteorier
En av de äldsta teorierna som försökte förklara migration utvecklades i syftet att förklara arbetsmigration, och dess påverkan på ekonomisk utveckling. Den här teorin förklaras av utbud och efterfrågan. Länder med höga löner och en stor efterfrågan av arbetskraft tenderar att locka till sig migranter från länder med låga löner och hög arbetslöshet. Detta leder till att efterfrågan efter arbetskraft mättas i mottagningsländerna och att utbudet av arbetskraft i de sändande länderna minskar, vilket leder till ökad jämvikt på den internationella arbetsmarknaden. Dessutom utgår teorin ifrån att kapitalinvesteringar, till exempel utländska direktinvesteringar görs i länder med brist på kapital, vilket också för med sig invandring av högre utbildad arbetskraft till länder med brist på sådan.

### Neoklassisk ekonomi och mikroteorier
I den något nyare mikroteoretiska varianten av neoklassisk ekonomi ligger fokus på individens rationella val. Med hjälp av personliga kostnad-nytta-analyser, där kostnaderna och svårigheterna med flytten vägs mot de möjliga vinsterna. Om de möjliga vinsterna överväger kostnaderna så ökar chanserna att individer flyttar.

### Migrationens nya ekonomi
En ännu nyare ekonomisk teori fokuserar på familjekonstellationens inverkan på förflyttning. Istället för att individer tar personliga och rationella beslut, tas besluten i samklang med familj eller nära släkt. Dessutom tas inte bara hänsyn till rationella ekonomiska faktorer, utan även risker för marknadsmisslyckanden. Genom att diversifiera arbeten inom familjen, och arbeta både lokalt och internationellt, är det möjligt att minska riskerna. Denna teori förklarar arbetsmigration för enskilda individer och remittanser som skickas tillbaka till familjer.

### Dual arbetsmarknadsteori
Inom teorin om duala arbetsmarknader argumenteras det för att moderna och industriella utvecklingsländer har ett inneboende behov av att locka till sig just internationell arbetskraft. Behovet av låglönearbetare och outbildad arbetskraft - och bristen på den lokalt - tvingar industrier i utvecklingsländer att leta efter arbetskraft från andra länder.

### Världssystemteori
I Världssystemteori ligger fokus på världsmarknadens struktur, och dess utveckling sedan 1600-talet. Som ett arv från kolonialismen söker kapitalistiska företagsägare sig mot oexploaterad mark, råmaterial, outnyttjad och billig arbetskraft och konsumentmarknader. Allteftersom världsmarknaden har blivit global, och fler delar av världen har inkorporerats i marknaden, har migration blivit ett nödvändigt sätt för att klara sig på en internationell arbetsmarknad.

### Nätverksteori
Enligt nätverksteorin blir migration enklare ju fler som migrerar. När man har familjemedlemmar eller vänner i andra länder förenklas flytten och kostnaderna att flytta dit, vilket genererar ännu större möjligheter för flytt.

### Push- och pull-faktorer
Med utgångspunkt från Ravenstein och hans migrationslagar, utvecklade Everett S. Lee en teori som har kommit att kallas för push- och pull-faktorer. Teorin utgår först från Ravenstein, och säger att varje migrationsflöde har ett kontraflöde. Det innebär att det alltid flyttar människor åt båda hållen. Vad som däremot avgör vilket flöde som dominerar är push- och pull-faktorer. Push-faktorer är negativa faktorer i ursprungsområdet, som får människor att vilja flytta därifrån, medan pull-faktorer är positiva faktorer i destinationsområdet som attraherar människor, och får dem att vilja flytta dit.

## Migration i världen

En karta över andelen personer i varje land som är födda utomlands år 2015.

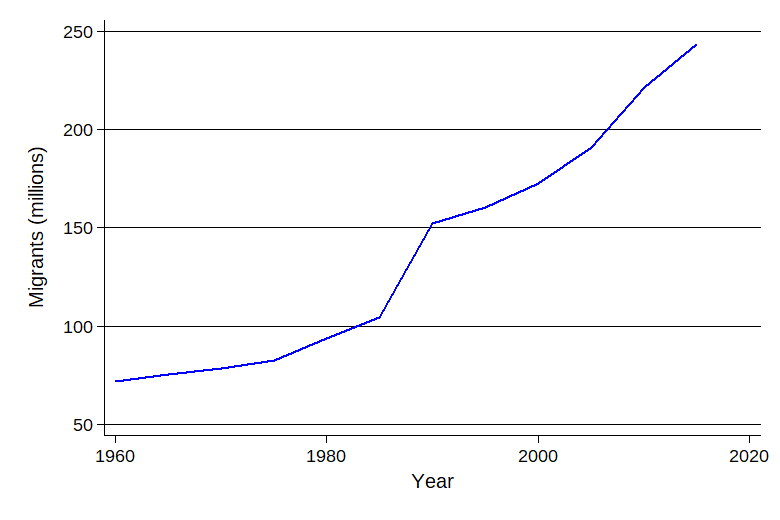
Graf över antalet migranter i världen från år 1960 fram till 2015.

För att beräkna områdens migration används ofta begreppet nettomigration, där utvandringen från ett område subtraheras från invandringen dit. Ett positivt värde innebär alltså att fler personer har invandrat dit än vad som har utvandrat därifrån. Eftersom migration kan användas som ett politiskt verktyg för att hantera åldrande befolkning, överbefolkning, arbetslöshet och andra ekonomiska och sociala utmaningar, så förs det statistik över internationell migration av organisationer såsom Världsbanken, FN och International Organization for Migration.
Landet USA tar emot överlägset flest invandrare varje år. Länderna Qatar och Förenade Arabemiraten har störst andel av invandrare bland befolkningen med cirka 90 %. Just Qatar och Förenade Arabemiraten tar emot en stor andel arbetskraftsinvandrare från länder i Sydasien. Det är vanligt att dessa arbetskraftsinvandrare skickar remittanser tillbaka till sina familjer, och år 2014 skickades remittanser internationellt till ett totalt värde av $431 miljarder, vilket kan jämföras $135 miljarder, som är det totala värdet av officiellt bistånd som skickades mellan länder samma år.
Flykt är en annan vanlig anledning till migration, och från Syrien, varifrån flest flydde 2014, flydde det 3,9 miljoner människor, och grannlandet Jordanien tog emot flest flyktingar, cirka 2,7 miljoner. Samma år var cirka 0,3 % av världens befolkning, alltså 14,4 miljoner människor på flykt i världen. Det totala antalet människor i världen som migrerat till ett annat land 2013 var 247,2 miljoner, alltså cirka 3,4 % av världens befolkning.
En annan typ av flykt som tros bli vanligare i framtiden är flykt till följd av klimatförändringar. Om man inte lyckas mitigera (mildra) effekten från klimatförändringarna så kommer anpassning till förändringar att bli nödvändiga, och vissa forskare menar att anpassning i vissa fall måste innebära migration från vissa områden som kommer att bli obeboeliga i framtiden. En välciterad, men mycket kritiserad, prognos är att cirka 200 miljoner människor kommer att ha behövt flytta till följd av klimatförändringar år 2050. Även om siffran 200 miljoner har kritiserats för att vara överdriven, finns det skäl att tro att migrationen kommer att öka med minst 5-10 % som en direkt följd av klimatförändringar till år 2050.

## Migrationshistoria

### Människans tidiga migrationer

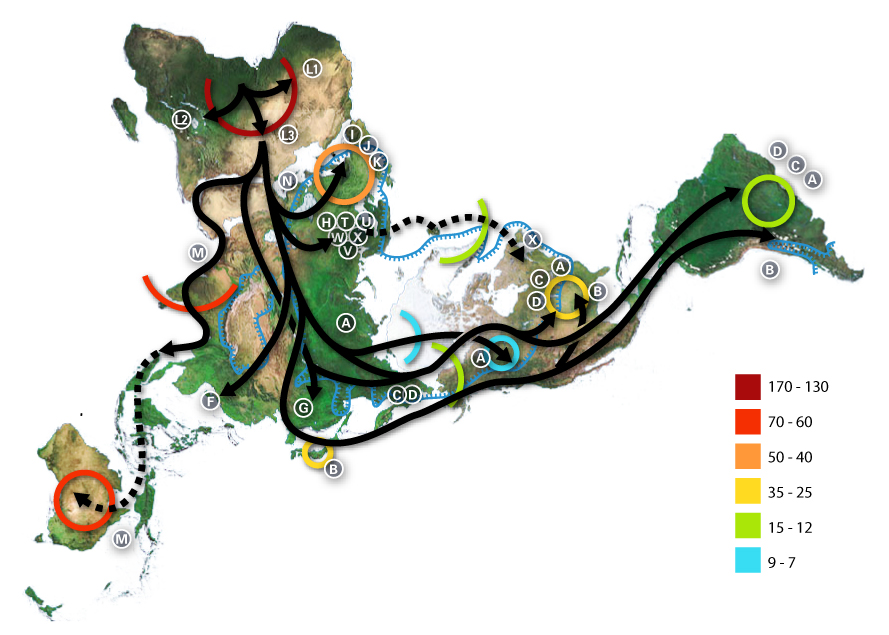
Människans tidiga migrationer enligt studier av DNA i mitokondrier.

Människan uppstod i Afrika. Den senaste gemensamma urmodern levde där för 100 000 till 150 000 år sedan. Därifrån spred sig en del människor vidare till Mellanöstern och Europa. För 60 000 år sedan nådde de Australien. Till östra Asien kom det människor för 40 000 år sedan, och betydligt senare kom de första människorna till Amerika, via Berings sund. Oceanien (utöver Australien) började befolkas först för ungefär 5 000 år sedan.

### Den nutida människans migrationer
Det finns flera exempel på större, samlade migrationer i modern tid. Som exempel kan nämnas emigrationen från Sverige till Nordamerika under 1800- och det tidiga 1900-talet då i genomsnitt 12 000 svenskar per år emigrerade till Nordamerika under 85 år (1845–1930).